# Swainsona flavicarinata
Swainsona flavicarinata är en ärtväxtart som beskrevs av John McConnell Black. Swainsona flavicarinata ingår i släktet Swainsona och familjen ärtväxter. Inga underarter finns listade i Catalogue of Life.